# Elias Ilkka
Elias Ilkka, född 25 juni 1889, död 14 januari 1968, var en finländsk skulptör.
Elias Ilkka studerade i Frankrike och Italien och var 1924–1927 verksam i USA. I Finland arbetade Ilkka som porträttör och dekorativ skulptör. Han utförde ett flertal hjältemonument, främst det i Helsingfors, 1923–1929 (tillsammans med arkitekten Erik Bryggman).